# Zethus
Zethus – największy, jedyny nazwany krater znajdujący się na powierzchni Tebe, księżyca Jowisza. Jest położony na 10° szerokości północnej i 175° długości zachodniej. Krater Zethus ma około 40 km średnicy.
Decyzją Międzynarodowej Unii Astronomicznej w 2000 roku został nazwany od Zetusa, męża Tebe w mitologii greckiej.